# Shelburne (Nueva Escocia)
Shelburne es un pueblo canadiense situado en la provincia de Nueva Escocia.

## Superficie
Shelburne tiene una superficie de 8,75 km².

## Demografía
En 2021, tenía 1644 habitantes, una densidad poblacional de 187,9 hab./km², y 917 viviendas.